# Inspiration (film 1915)
Inspiration è un film muto del 1915 diretto da George Foster Platt.
Viene ricordato spesso come il film con il primo nudo non pornografico della storia del cinema. Audrey Munson era una celebre modella che posava per gli artisti e il suo nudo provocò all'inizio grande scandalo ma, alla fine, venne giudicato "artistico" ed "educativo.

## Trama
Uno scultore non riesce a trovare la modella ideale per finire un gruppo scultoreo al quale sta lavorando. I suoi amici scovano una giovane campagnola inesperta e la presentano all'artista. Lui, finalmente, vede in quella ragazza la modella che aveva cercato invano fino a quel momento. La giovane è ora ricercata da ogni artista, ma lei è innamorata dello scultore. Lui, invece, sembra che non possa amare altro che il suo lavoro. Quando la ragazza lo vede corteggiare un'elegante signora, sconsolata, se ne va, per scomparire nel nulla. Lo scultore, ben presto, si rende conto di amare la ragazza: dopo lunghe ricerche, finalmente la ritrova, malata e affamata, ai piedi di una delle sue sculture. Dopo averle confessato il suo amore, le chiede di sposarlo.

## Produzione
Il film fu prodotto dalla Thanhouser Film Corporation.

## Distribuzione
Distribuito negli Stati Uniti dalla Mutual Film (come A Mutual Masterpicture) con il titolo Inspiration, il film uscì nelle sale il 18 novembre 1915. La Arrow Film Corporation ne fece una riedizione, distribuita il 21 aprile 1918, che prese il titolo The Perfect Model. In Francia, il film fu ribattezzato Sublime beauté.
Non si conoscono copie ancora esistenti della pellicola, che viene considerata presumibilmente perduta.